# Satan's Slaves
Satan's Slaves (Pengabdi Setan) è un film horror indonesiano diretto e sceneggiato da Joko Anwar. Si tratta di un prequel/remake di un omonimo film del 1980.

## Trama
Una cantante un tempo molto nota è inattiva da anni a causa di una malattia e la sua famiglia, costituita da marito, suocera e quattro figli, non ha abbastanza soldi per il suo sostentamento. In seguito alla sua morte, alcuni eventi sovrannaturali iniziano ad accadere e il terzo figlio inizia a sentire voci che gli intimano di assassinare il fratello minore. In seguito alla morte della nonna, durante la temporanea assenza del padre per motivi di lavoro, la figlia maggiore si rivolge a un amico della nonna per portargli un biglietto in cui la donna gli chiedeva di proteggere i suoi nipoti. L'uomo, esperto di esoterico, suggerisce come la loro madre potrebbe essere riuscita a rimanere incinta in seguito a un patto col diavolo. In base a quanto scoperto dal secondo figlio, ciò comporterebbe che l'ultimo figlio dovrebbe essere ucciso e rapito da un esercito di zombie nel giorno del suo settimo compleanno.

## Produzione
In un primo momento, il remake di Pengabdi Setan avrebbe dovuto essere diretto da un altro regista. Ciononostante Anwar, che sognava da tempo di occuparsi di tale progetto, ha contrattato con la produzione affinché l'incarico venisse affidato a lui. Il budget investito nella realizzazione dell'opera ammonta a circa 2 miliardi di rupie indonesiane. Anwar ha cercato di girare il film nelle stesse location dell'originale, senza tuttavia ottenere le autorizzazioni necessarie. Alla fine, il regista ha optato per girare il film in una vecchia casa abbandonata, il cui design è stato modificato in modo da rievocare l'ambientazione originale.

## Distribuzione
Il film è stato distribuito nei cinema indonesiani a partire dal settembre 2017, per poi approdare successivamente in un totale di 42 nazioni.

## Accoglienza

### Pubblico
Il film ha incassato 18,2 milioni di dolllari al botteghino mondiale. Con un introito di circa155 miliardi di rupie ottenuto nel mercato indonesiano, il film si configura come il più grande successo del 2017 al botteghino nazionale, nonché uno dei film horror indonesiani di maggior successo della storia.

### Critica
Sull'aggregatore Rotten Tomatoes il film riceve il 91% delle recensioni professionali positive con un voto medio di 6,8 su 10 basato su 23 critiche.

## Sequel
Nel 2022 è stato pubblicato un sequel del film intitolato Satan's Slaves: Communion.